# Henryk Sáiz Aparicio
Henryk Sáiz Aparicio, właśc. hiszp. Enrique Sáiz Aparicio (ur. 1 grudnia 1889 w Ubierna w Burgos, zm. 2 października 1936 w Madrycie) – hiszpański kapłan i salezjanin (SDB), męczennik chrześcijański i błogosławiony Kościoła rzymskokatolickiego.
Urodził się 1 grudnia 1889 roku i ochrzczono go następnego dnia. Mając 16 lat poczuł powołanie do życia zakonnego. Został przyjęty do nowicjatu w Sarrii i w dniu 5 września 1909 złożył śluby zakonne a 28 lipca 1918 otrzymał święcenia kapłańskie.
2 października 1936 roku został zastrzelony przez milicjanta podczas prześladowań religijnych w trakcie wojny domowej w Madrycie.
Henryk Sáiz Aparicio został beatyfikowany przez papieża Benedykta XVI w dniu 27 października 2007 roku w grupie 498 męczenników hiszpańskich.